# Кайнар (Восейський район)
Кайна́р (тадж. Қайнар) — село у складі Хатлонської області Таджикистану. Входить до складу джамоату імені Мірзоалі Вайсова Восейського району..
Населення — 3138 осіб (2010; 3120 в 2009).